# Pleasant Grove (Alabama)
Pleasant Grove è un comune degli Stati Uniti d'America situato nella contea di Jefferson dello Stato dell'Alabama.